# Dámaso Marte

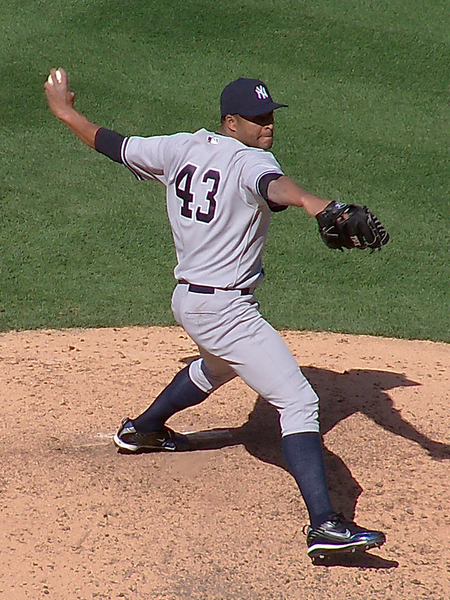

Dámaso Marte Sabiñón (14 de fevereiro de 1975) é um jogador profissional de beisebol dominicana.

## Carreira
Dámaso Marte foi campeão da World Series 2009 jogando pelo New York Yankees.